# Banqiaotou
Banqiaotou (kinesiska: 板桥头) är en socken i östra Kina. Den ligger i Jixi härad i staden Xuancheng i provinsen Anhui,  omkring 220 kilometer sydost om provinshuvudstaden Hefei. Antalet invånare är 10993. Befolkningen består av 5 002 kvinnor och 5 991 män. Barn under 15 år utgör 9,0 %, vuxna 15-64 år 75 %, och äldre över 65 år 14,0 %.